# زاگرودنگکی (استان لوبلین)
زاگرودنگکی (به لهستانی:  Zagrodniki) یک روستا در لهستان است که در گمینا سوشتس واقع شده‌است.